# Sainte-Camelle
Sainte-Camelle  est une commune française, située dans le nord-ouest du département de l'Aude en région Occitanie.
Sur le plan historique et culturel, la commune fait partie du Lauragais, l'ancien « Pays de Cocagne », lié à la fois à la culture du pastel et à l’abondance des productions, et de « grenier à blé du Languedoc ». Exposée à un climat océanique altéré, elle est drainée par le Jammas, le ruisseau de Gardijol, le ruisseau du Château et par divers autres petits cours d'eau. La commune possède un patrimoine naturel remarquable : un site Natura 2000 (le « piège et collines du Lauragais ») et deux zones naturelles d'intérêt écologique, faunistique et floristique.
Sainte-Camelle est une commune rurale qui compte 124 habitants en 2022, après avoir connu un pic de population de 392 habitants en 1836. Elle fait partie de l'aire d'attraction de Toulouse. Ses habitants sont appelés les Camellais ou  Camellaises.

## Géographie
Commune du Lauragais audois située dans la Piège entre Castelnaudary (18 km) et Mazères (15 km), en Ariège.
La préfecture du département, Carcassonne, est à 50 km environ par la route.

### Communes limitrophes
Sainte-Camelle est limitrophe de cinq autres communes.
Les communes limitrophes sont  La Louvière-Lauragais, Montauriol, Mézerville, Peyrefitte-sur-l'Hers et Salles-sur-l'Hers.
|                       | Salles-sur-l'Hers |                       |
| La Louvière-Lauragais | Sainte-Camelle    | Montauriol            |
|                       | Mézerville        | Peyrefitte-sur-l'Hers |

### Géologie et relief
La superficie de la commune est de 952 hectares ; son altitude varie de 227  à   360 mètres.

### Voies de communication et transports
Accès par l'ancienne route nationale 625.

### Hydrographie
La commune est dans le bassin de la Garonne, au sein du bassin hydrographique Adour-Garonne. Elle est drainée par le Jammas, le ruisseau de Gardijol, le ruisseau du Château, le ruisseau de Guitard, le ruisseau de l'Alba, le ruisseau de Mansac, le ruisseau d'Espéramont du Garrigal, le ruisseau du Labadou et par divers petits cours d'eau, qui constituent un réseau hydrographique de 12 km de longueur totale,.
Le Jammas, d'une longueur totale de 11,8 km, prend sa source dans la commune de Saint-Amans et s'écoule du sud-est vers le nord-ouest. Il traverse la commune et se jette dans l'Hers-Mort à Salles-sur-l'Hers, après avoir traversé 7 communes.
Le ruisseau de Gardijol, d'une longueur totale de 22,2 km, prend sa source dans la commune de Mézerville et s'écoule du sud-est vers le nord-ouest. Il traverse la commune et se jette dans l'Hers-Mort à Gardouch, après avoir traversé 9 communes.

### Climat
Pour des articles plus généraux, voir Climat de l'Occitanie et Climat de l'Aude.
En 2010, le climat de la commune est de type climat du Bassin du Sud-Ouest, selon une étude s'appuyant sur une série de données couvrant la période 1971-2000. En 2020, Météo-France publie une typologie des climats de la France métropolitaine dans laquelle la commune est exposée à un climat océanique altéré et est dans la région climatique Aquitaine, Gascogne, caractérisée par une pluviométrie abondante au printemps, modérée en automne, un faible ensoleillement au printemps, un été chaud (19,5 °C), des vents faibles, des brouillards fréquents en automne et en hiver et des orages fréquents en été (15 à 20 jours).
Pour la période 1971-2000, la température annuelle moyenne est de 12,9 °C, avec une amplitude thermique annuelle de 15,5 °C. Le cumul annuel moyen de précipitations est de 835 mm, avec 9,8 jours de précipitations en janvier et 5,5 jours en juillet. Pour la période 1991-2020, la température moyenne annuelle observée sur la station météorologique la plus proche, située sur la commune de Montferrand à 11 km à vol d'oiseau, est de 13,7 °C et le cumul annuel moyen de précipitations est de 758,8 mm,. Pour l'avenir, les paramètres climatiques de la commune estimés pour 2050 selon différents scénarios d'émission de gaz à effet de serre sont consultables sur un site dédié publié par Météo-France en novembre 2022.

### Milieux naturels et biodiversité

#### Réseau Natura 2000

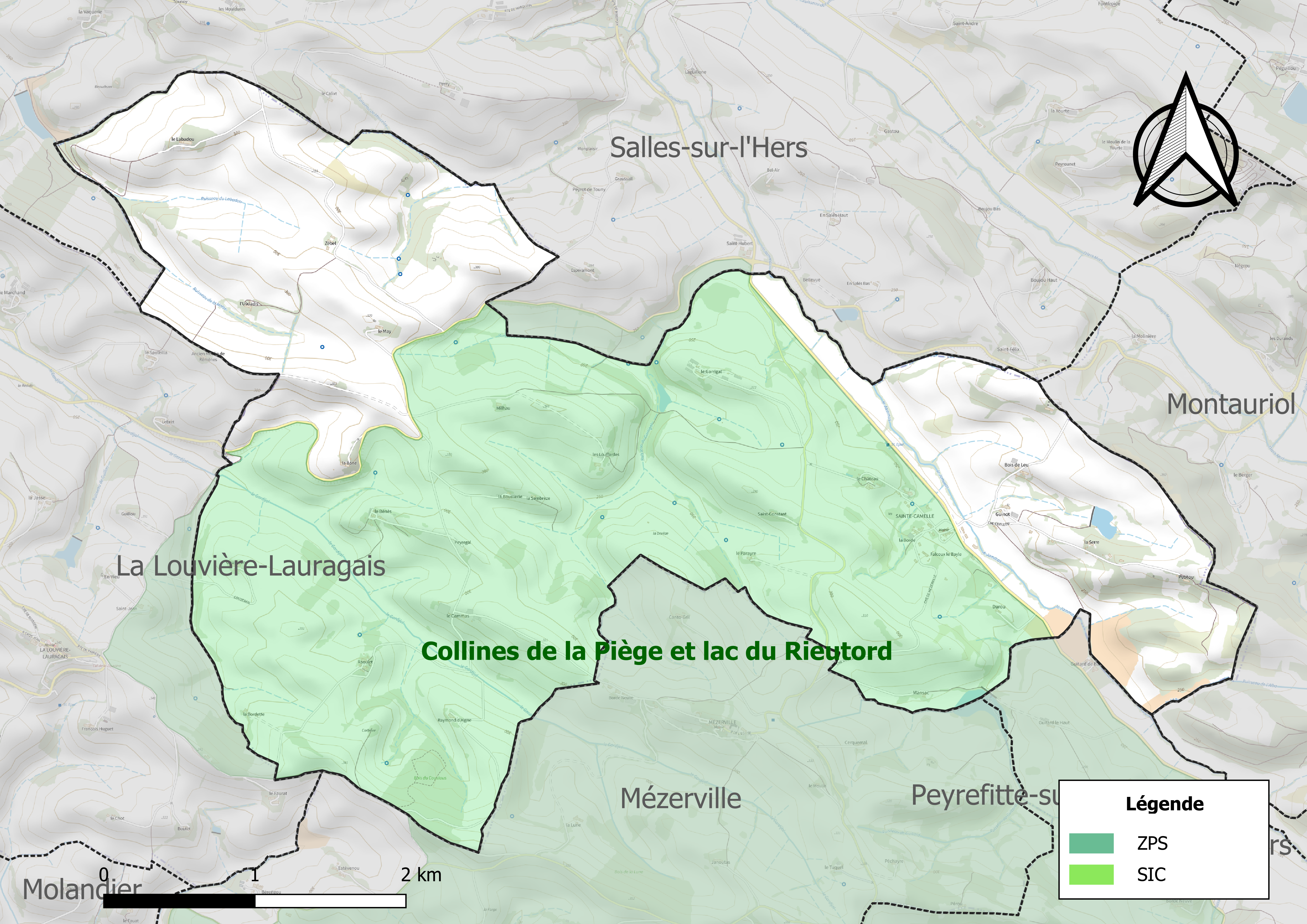
Sites Natura 2000 sur le territoire communal.

Le réseau Natura 2000 est un réseau écologique européen de sites naturels d'intérêt écologique élaboré à partir des directives habitats et oiseaux, constitué de zones spéciales de conservation (ZSC) et de zones de protection spéciale (ZPS).
Un site Natura 2000 a été défini sur la commune au titre  de la directive oiseaux : le « piège et collines du Lauragais », d'une superficie de 31 216 ha, ayant une position de transition entre la Montagne Noire et les premiers contreforts pyrénéens. On y voit donc régulièrement des espèces à grand domaine vital soit en chasse, soit à la recherche soit de sites de nidification : le Vautour fauve, l'Aigle royal, le Faucon pèlerin sont ainsi plus ou moins régulièrement observés sur le territoire concerné.

#### Zones naturelles d'intérêt écologique, faunistique et floristique
L’inventaire des zones naturelles d'intérêt écologique, faunistique et floristique (ZNIEFF) a pour objectif de réaliser une couverture des zones les plus intéressantes sur le plan écologique, essentiellement dans la perspective d’améliorer la connaissance du patrimoine naturel national et de fournir aux différents décideurs un outil d’aide à la prise en compte de l’environnement dans l’aménagement du territoire.
Une ZNIEFF de type 1 est recensée sur la commune :
les « collines de la Piège et lac du Rieutord » (4 812 ha), couvrant 11 communes du département et une ZNIEFF de type 2, : 
les « collines de la Piège » (27 918 ha), couvrant 40 communes dont 38 dans l'Aude et 2 dans la Haute-Garonne.

Carte des ZNIEFF de type 1 et 2 à Sainte-Camelle.
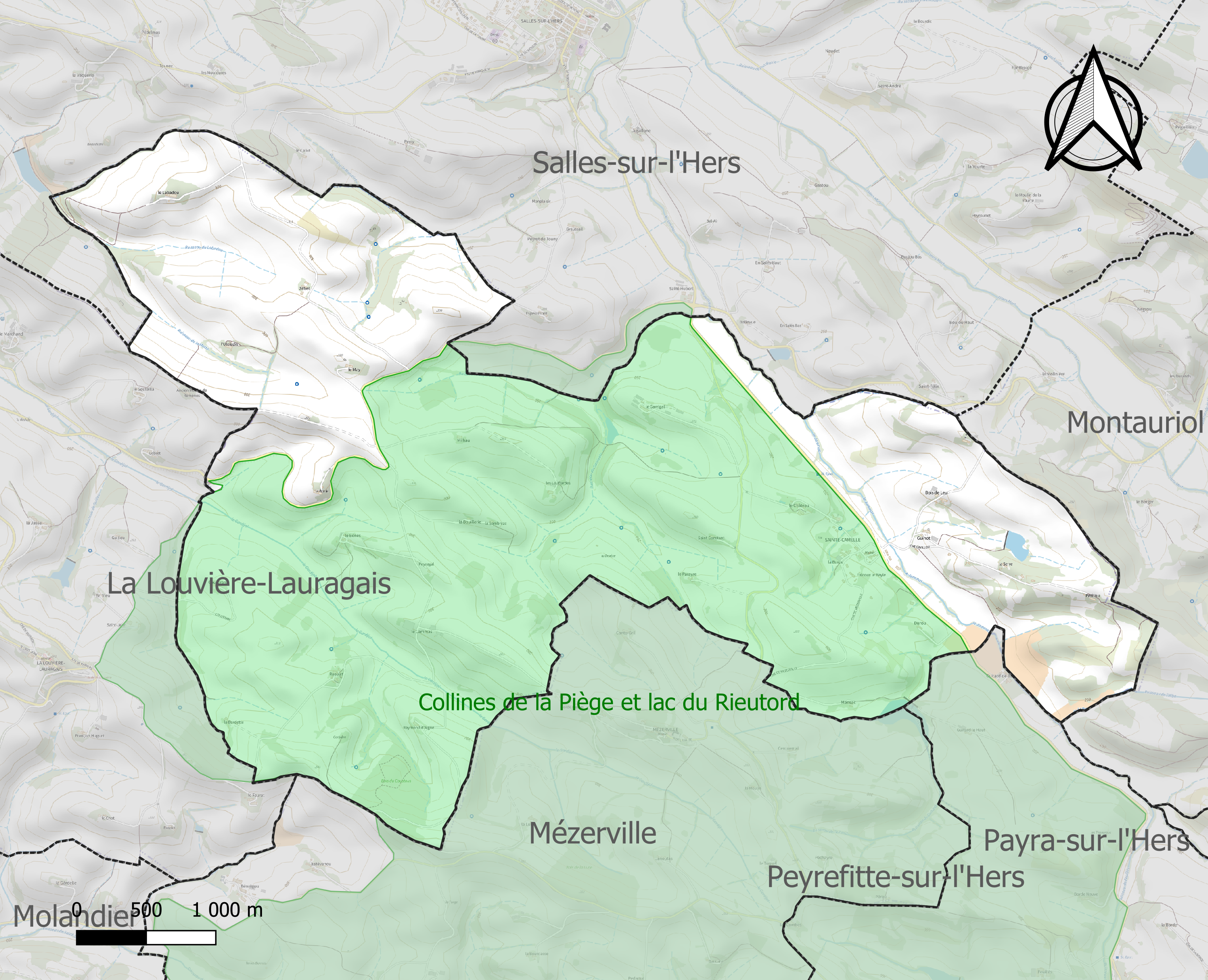
Carte de la ZNIEFF de type 1 sur la commune.
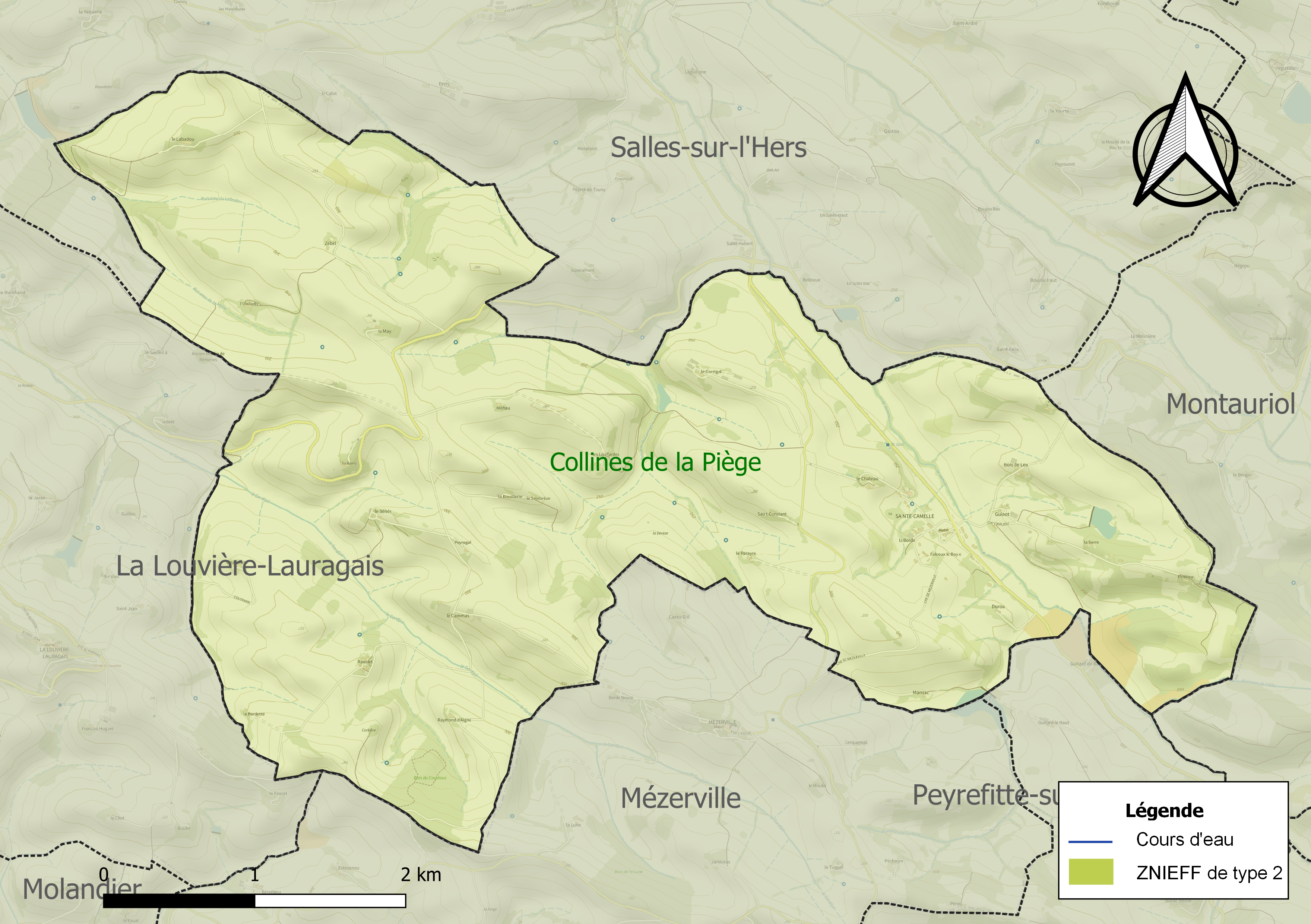
Carte de la ZNIEFF de type 2 sur la commune.

## Urbanisme

### Typologie
Au 1er janvier 2024, Sainte-Camelle est catégorisée commune rurale à habitat très dispersé, selon la nouvelle grille communale de densité à 7 niveaux définie par l'Insee en 2022.
Elle est située hors unité urbaine. Par ailleurs la commune fait partie de l'aire d'attraction de Toulouse, dont elle est une commune de la couronne,. Cette aire, qui regroupe 527 communes, est catégorisée dans les aires de 700 000 habitants ou plus (hors Paris),.

### Occupation des sols
L'occupation des sols de la commune, telle qu'elle ressort de la base de données européenne d’occupation biophysique des sols Corine Land Cover (CLC), est marquée par l'importance des territoires agricoles (98,7 % en 2018), une proportion identique à celle de 1990 (98,7 %). La répartition détaillée en 2018 est la suivante : 
zones agricoles hétérogènes (55,2 %), terres arables (43,5 %), forêts (1,3 %). L'évolution de l’occupation des sols de la commune et de ses infrastructures peut être observée sur les différentes représentations cartographiques du territoire : la carte de Cassini (XVIIIe siècle), la carte d'état-major (1820-1866) et les cartes ou photos aériennes de l'IGN pour la période actuelle (1950 à aujourd'hui).

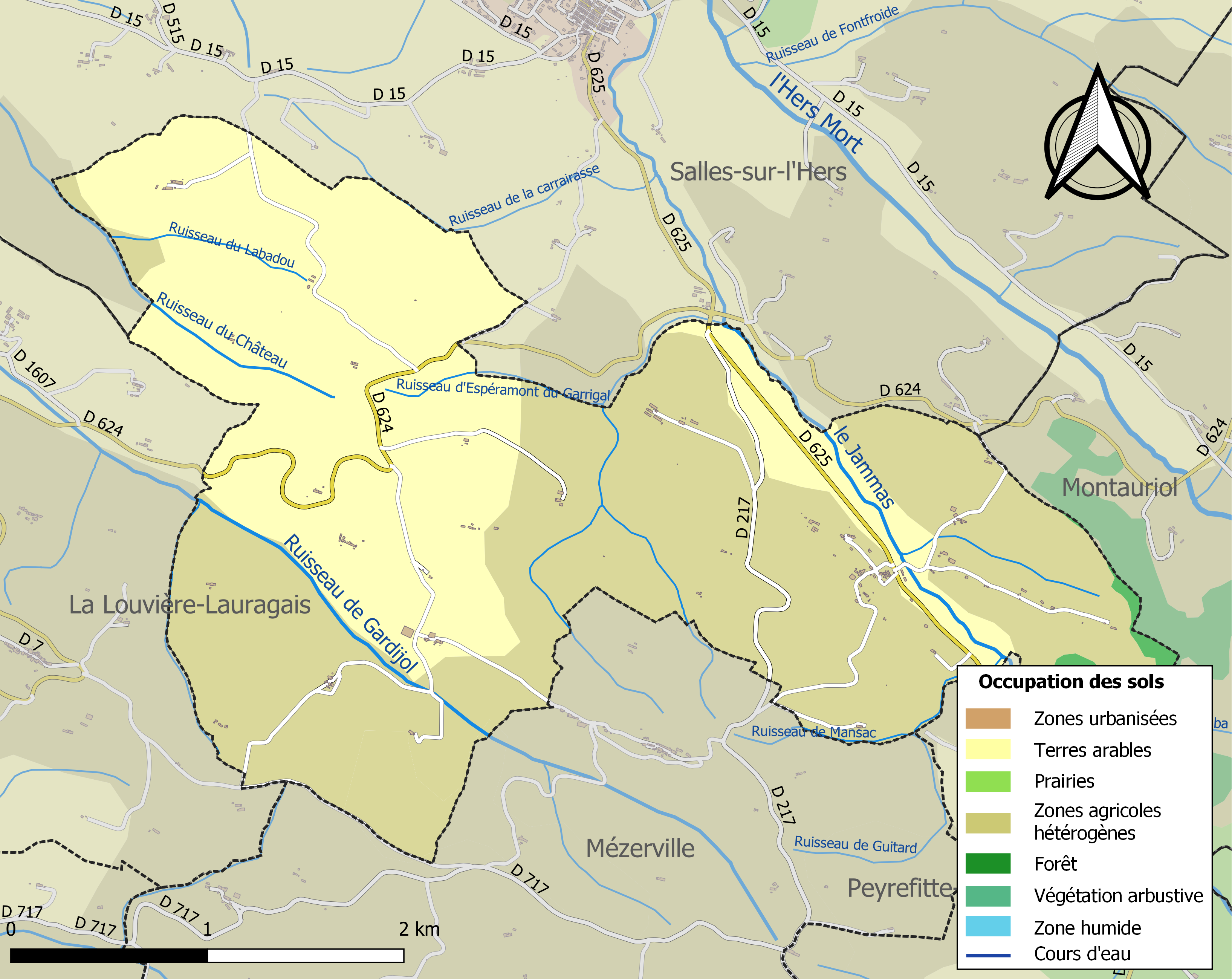
Carte des infrastructures et de l'occupation des sols de la commune en 2018 (CLC).

### Risques majeurs
Le territoire de la commune de Sainte-Camelle est vulnérable à différents aléas naturels : météorologiques (tempête, orage, neige, grand froid, canicule ou sécheresse) et séisme (sismicité très faible). Un site publié par le BRGM permet d'évaluer simplement et rapidement les risques d'un bien localisé soit par son adresse soit par le numéro de sa parcelle.

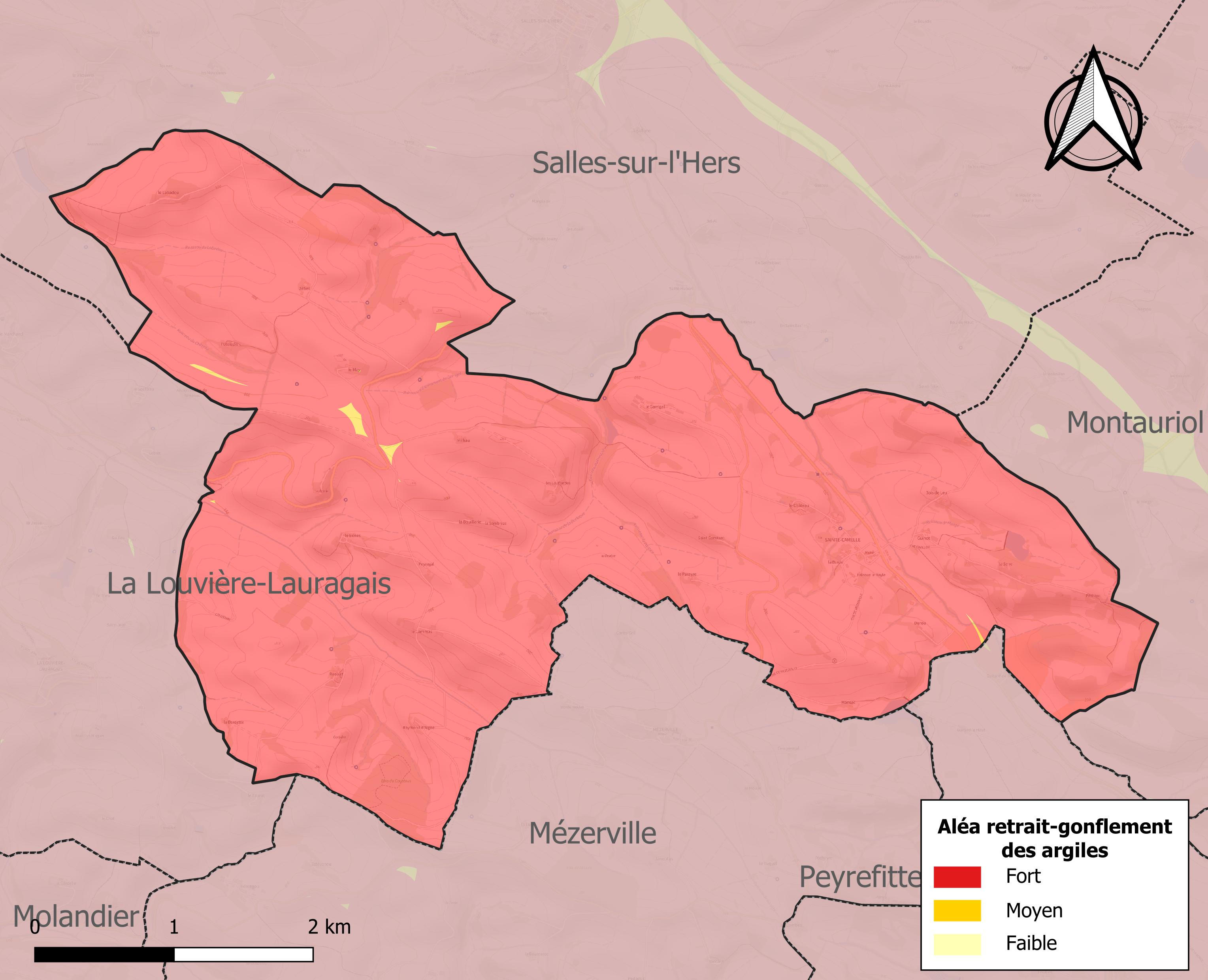
Carte des zones d'aléa retrait-gonflement des sols argileux de Sainte-Camelle.

Le retrait-gonflement des sols argileux est susceptible d'engendrer des dommages importants aux bâtiments en cas d’alternance de périodes de sécheresse et de pluie. La totalité de la commune est en aléa moyen ou fort (75,2 % au niveau départemental et 48,5 % au niveau national). Sur les 73 bâtiments dénombrés sur la commune en 2019, 73 sont en aléa moyen ou fort, soit 100 %, à comparer aux 94 % au niveau départemental et 54 % au niveau national. Une cartographie de l'exposition du territoire national au retrait gonflement des sols argileux est disponible sur le site du BRGM,.

## Toponymie
D'après le nom d'une martyre toulousaine de la fin du cinquième siècle, l'une des "Puelles" qui ont donné leurs noms au Mas-Saintes-Puelles.
Une version du dix-septième siècle donne : Sainte Camille (Camelle) (XIIIe siècle) religieuse cistercienne, elle vivait à Carcassonne au temps des Albigeois. Poursuivie, elle préféra se jeter dans un puits plutôt que de se faire violer. Ce lieu devint un pèlerinage et le village changea son nom en Sainte-Camelle. Elle est vénérée à Toulouse. Cette version n'est pas compatible avec l'apparition du toponyme qui est plus ancienne que la légende.

## Histoire
Le village de Sainte-Camelle apparaît dans les chartes au douzième siècle.

## Politique et administration

### Administration municipale
Le nombre d'habitants au recensement de 2011 étant compris entre 100 et 499, le nombre de membres du conseil municipal pour l'élection de 2014 est de onze,.

### Rattachements administratifs et électoraux
Commune faisant partie de la communauté de communes de Castelnaudary Lauragais Audois, et du canton de la Piège au Razès (avant le redécoupage départemental de 2014, Sainte-Camelle faisait partie de l'ex-canton de Salles-sur-l'Hers).

### Liste des maires
| Période                                  | Période | Identité          | Étiquette | Qualité |
| ---------------------------------------- | ------- | ----------------- | --------- | ------- |
| 1849                                     |         | Casimir de Menard |           |         |
| mars 2001                                | 2014    | Bernard Vidal     |           |         |
| Les données manquantes sont à compléter. |         |                   |           |         |

## Population et société

### Démographie
L'évolution du nombre d'habitants est connue à travers les recensements de la population effectués dans la commune depuis 1793. Pour les communes de moins de 10 000 habitants, une enquête de recensement portant sur toute la population est réalisée tous les cinq ans, les populations de référence des années intermédiaires étant quant à elles estimées par interpolation ou extrapolation. Pour la commune, le premier recensement exhaustif entrant dans le cadre du nouveau dispositif a été réalisé en 2007.

En 2022, la commune comptait 124 habitants, en évolution de +4,2 % par rapport à 2016 (Aude : +2,65 %, France hors Mayotte : +2,11 %).
| 1793 | 1800 | 1806 | 1821 | 1831 | 1836 | 1841 | 1846 | 1851 |
| ---- | ---- | ---- | ---- | ---- | ---- | ---- | ---- | ---- |
| 325  | 317  | 343  | 301  | 311  | 392  | 374  | 332  | 343  |

| 1856 | 1861 | 1866 | 1872 | 1876 | 1881 | 1886 | 1891 | 1896 |
| ---- | ---- | ---- | ---- | ---- | ---- | ---- | ---- | ---- |
| 323  | 340  | 327  | 301  | 277  | 267  | 272  | 271  | 244  |

| 1901 | 1906 | 1911 | 1921 | 1926 | 1931 | 1936 | 1946 | 1954 |
| ---- | ---- | ---- | ---- | ---- | ---- | ---- | ---- | ---- |
| 233  | 240  | 261  | 232  | 240  | 226  | 226  | 208  | 200  |

| 1962 | 1968 | 1975 | 1982 | 1990 | 1999 | 2006 | 2007 | 2012 |
| ---- | ---- | ---- | ---- | ---- | ---- | ---- | ---- | ---- |
| 148  | 129  | 111  | 95   | 94   | 102  | 111  | 112  | 112  |

| 2017 | 2022 | - | - | - | - | - | - | - |
| ---- | ---- | - | - | - | - | - | - | - |
| 119  | 124  | - | - | - | - | - | - | - |

| selon la population municipale des années : | 1968 | 1975 | 1982 | 1990 | 1999 | 2006 | 2009 | 2013 |
| Rang de la commune dans le département      | 291  | 236  | 284  | 319  | 312  | 291  | 287  | 293  |
| Nombre de communes du département           | 439  | 436  | 435  | 437  | 438  | 438  | 438  | 438  |

## Économie

### Emploi
| Division       | 2008   | 2013   | 2018   |
| -------------- | ------ | ------ | ------ |
| Commune        | 1,6 %  | 4,5 %  | 8,5 %  |
| Département    | 10,2 % | 12,8 % | 12,6 % |
| France entière | 8,3 %  | 10 %   | 10 %   |

En 2018, la population âgée de 15 à 64 ans s'élève à 70 personnes, parmi lesquelles on compte 80,3 % d'actifs (71,8 % ayant un emploi et 8,5 % de chômeurs) et 19,7 % d'inactifs,. Depuis 2008, le taux de chômage communal (au sens du recensement) des 15-64 ans est inférieur à celui de la France et du département.
La commune fait partie de la couronne de l'aire d'attraction de Toulouse, du fait qu'au moins 15 % des actifs travaillent dans le pôle,. Elle compte 17 emplois en 2018, contre 15 en 2013 et 14 en 2008. Le nombre d'actifs ayant un emploi résidant dans la commune est de 51, soit un indicateur de concentration d'emploi de 33,7 % et un taux d'activité parmi les 15 ans ou plus de 60 %.
Sur ces 51 actifs de 15 ans ou plus ayant un emploi, 12 travaillent dans la commune, soit 24 % des habitants. Pour se rendre au travail, 82,4 % des habitants utilisent un véhicule personnel ou de fonction à quatre roues, 5,9 % les transports en commun et 11,8 % n'ont pas besoin de transport (travail au domicile).

### Activités hors agriculture

#### Secteurs d'activités
6 établissements sont implantés  à Sainte-Camelle au 31 décembre 2019.
Le secteur du commerce de gros et de détail, des transports, de l'hébergement et de la restauration est prépondérant sur la commune puisqu'il représente 33,3 % du nombre total d'établissements de la commune (2 sur les 6 entreprises implantées  à Sainte-Camelle), contre 32,3 % au niveau départemental.

### Agriculture
|               | 1988 | 2000 | 2010 | 2020 |
| ------------- | ---- | ---- | ---- | ---- |
| Exploitations | 13   | 10   | 9    | 7    |
| SAU (ha)      | 584  | 608  | 669  | 693  |

La commune est dans le Lauragais, une petite région agricole occupant le nord-ouest du département de l'Aude,. En 2020, l'orientation technico-économique de l'agriculture  sur la commune est la culture de céréales et/ou d'oléoprotéagineuses. Sept exploitations agricoles ayant leur siège dans la commune sont dénombrées lors du recensement agricole de 2020 (13 en 1988). La superficie agricole utilisée est de 693 ha,,.

### Enseignement
Sainte-Camelle fait partie de l'académie de Montpellier.

### Activités sportives
Randonnée pédestre, chasse,

## Culture locale et patrimoine

### Lieux et monuments
- Église Sainte-Camelle de Sainte-Camelle à clocher-mur.

## Pour approfondir